# Century (Floride)
Pour les articles homonymes, voir Century.
La ville de Century est située dans le comté d’Escambia, dans l’État de Floride, aux États-Unis. Sa population s’élevait à 1 698 habitants lors du recensement de 2010, estimée à 1 786 habitants en 2016.

## Histoire
Century (« siècle » en anglais) a été fondée en 1901 et nommée d’après le fait que 1901 est la première année du XXe siècle. Un bureau de poste a ouvert à Century la même année.

## Démographie
| 1950 | 1960 | 1970 | 1980 | 1990  | 2000  |
| ---- | ---- | ---- | ---- | ----- | ----- |
| 395  | 462  | 329  | 495  | 1 989 | 1 714 |

| 2010  | - | - | - | - | - |
| ----- | - | - | - | - | - |
| 1 698 | - | - | - | - | - |

## Source
- (en) Cet article est partiellement ou en totalité issu de l’article de Wikipédia en anglais intitulé « Century, Florida » (voir la liste des auteurs).